# Epitalami
Epitalami és una tragèdia en un acte, original d'Ambrosi Carrion, estrenada la nit del 27 de novembre de 1912, per la companyia del Sindicat d'Autors Dramàtics Catalans al teatre Espanyol de Barcelona.

## Repartiment de l'estrena
- la Mainadera: Emília Baró
- el Nuvi: Antoni Piera
- la Núvia Ramona Mestres
- el seu Pare Joaquim Viñas
- la seva Mare Antònia Verdier
- el vell Pastor Vicent Daroqui
- el Marxant Vell: Ramon Tor
- el Marxant Roig: Carles Capdevila
- el Marxant jove: Rafael Bardem
- la Rogeta: Carme Buxadós
- la Blanca: Antònia Mestres
- l'Encantada: Josepa Persiva
- el Rabadà: Santiago Llano
- una Dona del Seguici: Carme Huguet
- tres Homes del seguici: Josep Cervera, Lluís Bonet i Carles Ribas
- Homes i Dones del Seguici: ?